# 真夜中のサバナ (映画)
『真夜中のサバナ』（まよなかのサバナ、原題: Midnight in the Garden of Good and Evil）は、1997年に公開されたアメリカ映画。
監督はクリント・イーストウッド。アメリカ南部の都市・サバナを舞台とするジョン・ベレントの小説『真夜中のサバナ』を原作としている。

## キャスト
※括弧内は日本語吹替
- ジョン・ケルソー - ジョン・キューザック（家中宏）
- ジム・ウィリアムズ - ケヴィン・スペイシー（池田勝）
- ソニー・セイラー - ジャック・トンプソン（阪脩）
- ミネルヴァ - イルマ・P・ホール（遠藤晴）
- ビリー・ハンソン - ジュード・ロウ（村治学）
- ラージェント検事 - ボブ・ガントン（水野龍司）
- ルーサー・ドリッガーズ - ジェフリー・ルイス（中博史）
- マンディ・ニコルズ - アリソン・イーストウッド（山崎美貴）

## サウンドトラック
| Soundtrack       | Soundtrack       |
| レビュー・スコア | レビュー・スコア |
| 出典             | 評価             |
| ---------------- | ---------------- |
| Allmusic         | link             |

| #   | タイトル                          | 作詞・作曲                                       | Performer                | 時間 |
| --- | --------------------------------- | ------------------------------------------------ | ------------------------ | ---- |
| 1.  | 「Skylark」                       | ホーギー・カーマイケル, ジョニー・マーサー       | k.d.ラング               | 3:46 |
| 2.  | 「en:Too Marvelous for Words」    | リチャード・A・ホワイティング, Mercer            | ジョー・ウィリアムズ     | 3:40 |
| 3.  | 「枯葉」                          | ジョゼフ・コズマ, ジャック・プレヴェール, Mercer | ポーラ・コール           | 7:24 |
| 4.  | 「フールズ・ラッシュ・イン」      | ルーベ・ブルーム, Mercer                         | ローズマリー・クルーニー | 4:10 |
| 5.  | 「Dream」                         | Mercer                                           | ブラッド・メルドー       | 5:10 |
| 6.  | 「酒とバラの日々」                | ヘンリー・マンシーニ, Mercer                     | カサンドラ・ウィルソン   | 4:47 |
| 7.  | 「That Old Black Magic」          | ハロルド・アーレン, Mercer                       | ケヴィン・スペイシー     | 3:33 |
| 8.  | 「降っても晴れても」              | Arlen, Mercer                                    | アリソン・イーストウッド | 4:32 |
| 9.  | 「Ac-Cent-Tchu-Ate the Positive」 | Arlen, Mercer                                    | クリント・イーストウッド | 3:35 |
| 10. | 「This Time the Dream's on Me」   | Arlen, Mercer                                    | アリソン・クラウス       | 3:46 |
| 11. | 「Laura」                         | デイヴィッド・ラクシン, Mercer                   | ケビン・マホガニー       | 4:49 |
| 12. | 「Midnight Sun」                  | ライオネル・ハンプトン, ソニー・バーク, Mercer   | ダイアナ・クラール       | 4:01 |
| 13. | 「I'm an Old Cowhand」            | Mercer                                           | ジョシュア・レッドマン   | 4:59 |
| 14. | 「I Wanna Be Around」             | Sadie Vimmerstedt, Mercer                        | トニー・ベネット         | 2:10 |

## 評価
レビュー・アグリゲーターのRotten Tomatoesでは37件のレビューで支持率は51%、平均点は6.00/10となった。Metacriticでは23件のレビューを基に加重平均値が57/100となった。